# Axel Schönberger
Axel Schönberger (Frankfurt del Main, 1963) és un traductor, escriptor i editor alemany, especialitzat en estudis de romanística i llatí. Actua com a delegat del Consell per la República a Alemanya, amb la seu d'aquesta delegació exterior a la seva ciutat natal, Frankfurt del Main.
Va cursar batxillerat a l'Institut de Secundària Lessing, a Frankfurt, i va cursar estudis de Filologia clàssica i romànica a Magúncia, Roma i Frankfurt amb la beca de la Fundació Alemanya per a l'Acadèmia Nacional i del Servei d'Intercanvi Acadèmic Alemany. Va obtenir el grau de màster l'any 1988 (Frankfurt), el doctorat el 1993 i l'habilitació el 1998 a la Universitat de Bremen.
Ha exercit l'activitat directiva durant molts anys a diverses associacions professionals romanistes: a l'Associació Hispanista Alemanya, l'Associació Catalanista Alemanya i a l'Associació Lusitanista Alemanya. Va rebre el Premi Albert-Leimer-Stiftung (2002) de la Universität Augsburg per a estudis espanyols, portuguesos i llatinoamericans. És el propietari de l'editorial Domus Editoria Europaea i director de Valentia, SL. i exerceix de professor de Filologia romànica a la Universitat de Bremen.
El maig del 2022 el Consell per la República el nomenà delegat exterior d'aquest ens independentista català a Alemanya. L'octubre del mateix any, la seva delegació fou la primera en obrir amb seu a Frankfurt del Main.